# NGC 3982
NGC 3982 je prečkasta spiralna galaktika u zviježđu Velikom medvjedu. 
Pripada galaktičkom skupu M109. U ovoj se galaktici nalazi supernova SN 1998aq.

## Vanjske poveznice
- (eng.) SEDS: NGC 3982
- (eng.) Revidirani Novi opći katalog
- (eng.) Izvangalaktička baza podataka NASA-e i IPAC-a
- (eng.) Astronomska baza podataka SIMBAD
- (eng.) VizieR